# Bande des 12 mm
La bande des 24GHz désignée aussi par sa longueur d'onde: 12 millimètres, est une bande du service radioamateur destinée à établir des radiocommunications de loisir. Cette bande est utilisable en permanence pour le trafic radio local.
Elle est principalement utilisée pour le trafic ssb/cw et plus rarement pour le trafic WBFM (avec des trx à diode GUNN) et ATV.

## La bande des 12 millimètres dans le monde
- la bande des 12 millimètres s'étend de 24000 à 24 250 MHz [1].

## La manœuvre d’une stationradioamateur
Pour manœuvrer une station radioamateur dans cette bande, il est nécessaire de posséder un Certificat d'opérateur du service amateur de classe HAREC .

## Répartition des fréquences de la bande 24 à 24,250 GHz enFrance
| Fréquences en GHz | Utilisations radioamateur et autres services et modes                                                         |
| ----------------- | --- |
| 24.000 à 24.048   | Service amateur par satellite                                                                                 |
| 24.048 à 24.0482  | Radioamateurs par réflexion sur la lune et radioamateurs Modes à bandes étroite                               |
| 24.0482           | Fréquence internationale d’appel et radioamateurs par réflexion sur la lune (atténuation vers 306 dB)         |
| 24.0482 à 24.050  | Radioamateurs par réflexion sur la lune et radioamateurs Modes à bandes étroite                               |
| 24.050 à 24.125   | Radioamateurs tous modes                                                                                      |
| 24.125            | Fréquence internationale d’appel avec équipements larges bandes, partagée avec des radars de contrôle routier |
| 24.125 à 24.1928  | Radioamateurs tous modes                                                                                      |
| 24.1928 à 24.193  | Balises, Radioamateurs tous modes                                                                             |
| 24.193 à 24.250   | Radioamateurs tous modes                                                                                      |

## Les antennes
Les antennes les plus utilisées sur cette bande :
- Antenne parabolique
- Antenne cornet

## La propagation locale

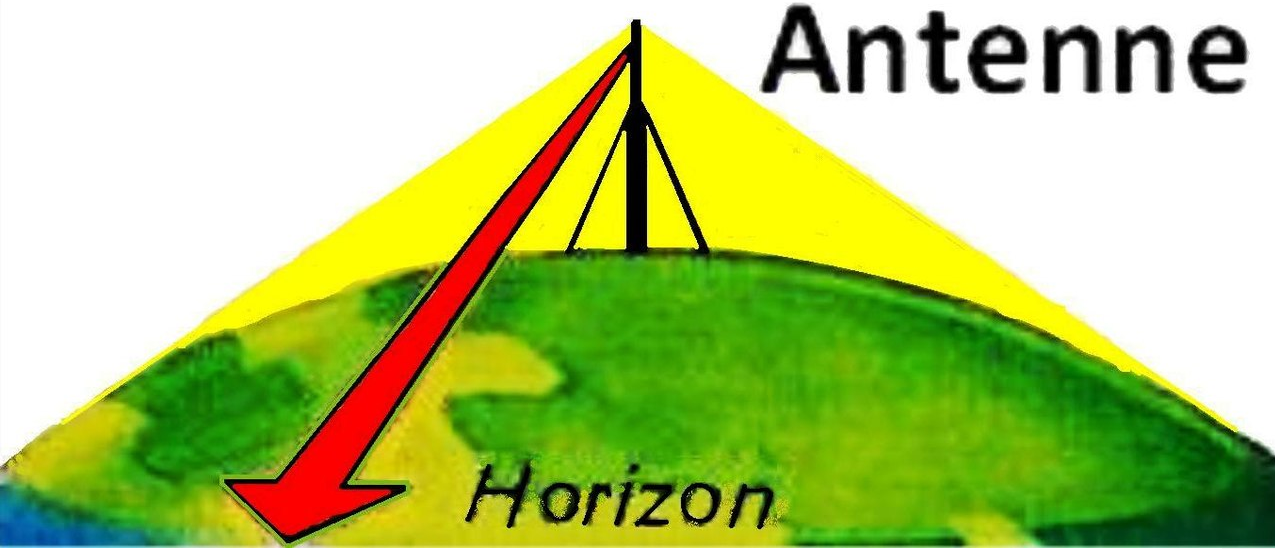
Propagation locale sur la bande SHF

Zone de Fresnel: d est la distance entre l'émetteur et le récepteur.

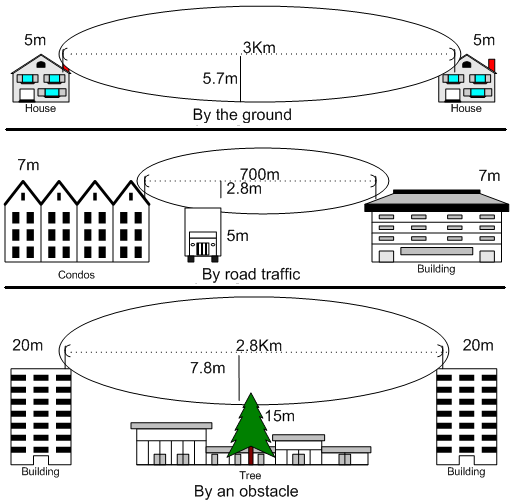
Propagation locale sur la bande SHF

La propagation est dans une zone de réception directe (quelques kilomètres) en partant de l’émetteur. 
- La propagation est comparable à celle d’un rayon lumineux.
- Les obstacles sur le sol prennent une grande importance.

## La propagation au-delà de l’horizon
Cependant on observe des réceptions sporadiques à grande distance :
- Très bonnes réflexions sur les aéronefs vers toutes les stations SHF en vue directe de cet aéronef.
- Très bonnes réflexions sur des bâtiments vers toutes les stations SHF en vue directe de ces bâtiments : (Tour Eiffel, Tour Montparnasse etc.)
- Réflexion volontaire sur la lune vers tous pays en vue directe de cet astre (sans couverture nuageuse).
- Diffusion sur les nuages de pluie (rain scatter)
- Diffusion et réfraction atmosphérique en fonction de certaines conditions.